# 機動戦士ガンダム0080 ポケットの中の戦争の登場人物
機動戦士ガンダム0080 ポケットの中の戦争の登場人物（きどうせんしガンダム ダブルオーエイティ ポケットのなかのせんそうのとうじょうじんぶつ）は、OVA『機動戦士ガンダム0080 ポケットの中の戦争』に登場する架空の人物を解説する。

## 民間人

### アルフレッド・イズルハ
Alfred Izuruha
声 - 浪川大輔（全話に登場）、比嘉久美子（ゲーム『機動戦士ガンダム クライマックスU.C.』以降）
本作の主人公で、愛称はアル (Al)。
11歳。小学5年生。中立コロニー群サイド6のコロニー「リボー」に生まれ育つ。両親が別居しているため、父と離れて躾に厳しい母と2人暮らしという、複雑な家庭環境と成績不振で鬱屈した日々を送っていた。一年戦争の過酷な現実を知らないため、戦争が閉塞した自分の生活を一変させてくれるのではという期待感を抱いており、悪友のチェイ、テルコットと共に軍や兵器に興味と憧れを持っていた矢先、被弾して落下してきたバーニィと出会う。そして半ば強引に纏わりつきサイクロプス隊に押しかけ入隊のような形で居座るようになる。
かなり好奇心旺盛だが、幼さ故の無知と無鉄砲もあり、連邦軍基地に侵入してアレックスを発見する。襲撃作戦のためバーニィに止められたものの、クリスを通して基地の見学に行き襲撃に巻き込まれる。その後はバーニィとの死別やクリスとの会話から戦争の空しさを知る。
演じた浪川大輔は収録当時にはまだ声変わり前の12歳であり、30歳くらいの時にゲーム作品での収録に呼ばれたものの当時と声がまったく違っていたことから降板となり、『クライマックスU.C.』以降は比嘉久美子が演じている。1999年発売のDVD版のTVCMでは浪川が成長した青年のアルとしてナレーションを担当した。浪川は2017年発売のBD版のTVCMナレーションも行っており、こちらはDVD版よりも更に年を重ねた大人のアルのイメージとなっている。

### イームズ・イズルハ
Ems Izuruha
声 - 筈見純（第1話・6話に登場）
アルの父。なお、イームズ・イズルハという名は後付け設定で、OVA制作当時の名は単にアルの父である。別居状態だったが最終話で和解し、親子3人で暮らすようになった。リボーコロニーへ帰る途上で核武装のジオン艦隊が連邦軍に投降する光景を目撃し家族再会の場でそれを語ったため、アルは核攻撃が回避された事実を知ることになり、バーニィたちの戦闘回避のために行動を起こすきっかけとなった。

### クリスの父
声 - 村松康雄（第3話に登場）
アルの隣人マッケンジー家の家長。眼鏡をかけ恰幅のいい男性。彼自身は民間人ながら、適齢期の娘クリスチーナが連邦軍に入隊したため気にかけている。娘が泥棒と間違えてバットで殴り倒した若者バーニィをジオン軍特殊部隊の一員とも知らず気に入る。

### クリスの母
声 - 中村万里（第3・4話に登場）
夫と同様に、バーニィをジオン軍特殊部隊の一員とも知らず気に入る。

### チェイ
Chay
声 - 丸尾知子（全話に登場）
アルのクラスメイトの1人。そばかす面でやせた方の男の子。兄が連邦軍のMSのパイロットであると友人達に語っている。多分にミリタリーおたく気味であり、アルたちに軍の階級章を見せびらかしていた。サイクロプス隊との接触ですっかりジオン贔屓となったアルをテルコットと共にからかい、アルを庇うドロシーに「お前らデキてたのか」と冷やかしたりもしていた。最終回では、戦争が終わってしまったことでアルが泣いていると勘違いし、泣き止まぬアルを励ますつもりで「戦争はまたすぐ始まる」と発言している。

### チャーリー
Chaelie
声 - 稲葉実（第4話・5話に登場）
サイド6・リボーコロニーにて酒場「ピンクエレファント」を経営しているが、実はジオン公国軍のスパイである。シュタイナーとは古い付き合いらしい。ガルシアは「気の抜けたビール」を符牒にして情報入手を依頼していた。シュタイナーとコスチュームの受け渡しをした際に2人でジオンの敗北を鋭く予見していた。ルビコン作戦の失敗後、友軍によるサイド6への核攻撃が来るとバーニィに教え、すぐに脱出するよう促すが、自身は愛着のあるリボーコロニーと運命を共にする覚悟だった。

### テルコット
Telcott
声 - 鈴木健（全話に登場）、一龍斎貞友（ゲーム『SDガンダム GGENERATION SPIRITS』）
アルのクラスメイトの1人。アルの悪友で太った方の男の子。マザコン気味の大食漢で「ママが言ってた」が口癖。当初は連邦もジオンもなく戦争や兵器を礼賛していた（むしろ、MSを使うジオン寄り）が、ジオン軍の攻撃で多数の死傷者を出したことによりサイド6（各サイドはジオン軍の攻撃で壊滅したが、ジオン寄りの中立を保ったサイド6と建設途上のサイド7は戦渦を免れた）に属するリボーが反ジオンに傾いたせいもあって、ジオンを敵とみなすようになった。このため、サイクロプス隊との接触ですっかりジオン贔屓になっていたアルをチェイと一緒になってからかったりもしたが、最終回では泣き止まぬアルをなぐさめている。学校に着弾したミサイルの破片を手に入れて喜んでいる。

### ドロレス・ヘイズ
声 - 吉田古奈美（現・吉田小南美）（第1話・2話・4話・6話に登場）
アルのクラスメイトの1人。愛称はドロシー (Dorothy)。本編ではフルネームでは呼ばれておらず、小説版で明かされた。
真面目な世話焼き委員長タイプの女の子。口が達者。戦争に憧れるアルたちを小馬鹿にし嫌っていたが、ジオン贔屓な発言でチェイやテルコットにからかわれ孤立していたアルをさり気なく庇ったり、ラストでは泣き止まぬアルを心配して先生を呼びに行くなど優しい一面も見せていた。

### ミチコ・イズルハ
Michiko Izuruha
声 - 折笠愛（第1話 - 5話・6話に登場）
アルの母。OVAのクレジットでは単にアルの母であるが、作中ではクリスの母が「ミチコは……」と話題にするシーンがある。夫と別居しており、アルと2人暮らししていたため、躾に厳しい。5話にて息子（アル）に夫との和解を伝え、最終話で親子3人で暮らすようになる。

## 地球連邦軍

### クリスチーナ・マッケンジー
Christina Mackenzie
声 - 林原めぐみ（全話に登場）
地球連邦宇宙軍中尉。ニュータイプMSの開発を行っているG-4部隊のテストパイロット。愛称はクリス (Chris)。年齢は21歳。
高校卒業後の宇宙世紀0076年9月連邦宇宙軍士官学校入学。0078年に首席卒業。
在学中から戦闘機のパイロットを目指し、配属先にはエリート部隊である戦技研究団を希望、配属とほぼ同時に一年戦争勃発。新米らしからぬ操縦技術を買われて宇宙軍統合技術研究本部麾下の試験部隊に入る。その後試験部隊は再編成されG-4部隊となりアレックスの専任パイロットに抜擢された。生粋のテストパイロットではなく、本分はあくまでコンピューター技師である。
「シューフィッター」として、ガンダムNT-1搭載の教育型コンピュータの調整を担当する。アルの幼馴染でもあり、お互い隣の家に住んでいた。容貌・性格とも正に「隣のお姉さん」と言うイメージ通りの温和な美人。気が強く、責任感も強い性格。
軍務でサイド6リボーコロニーを離れていたが、新たな軍務でガンダムNT-1と共にリボーコロニーに里帰りすることになり、アルと再会する。また、アルの家を監視に来ていたバーニィを泥棒と間違えてバットで殴り昏倒させてしまった縁で知り合いになり、互いに仄かな好意を抱くようになる。
リボーコロニー内にてケンプファーによる連邦軍秘密工場襲撃時にガンダムNT-1を起動させ、辛くもケンプファーを撃破。その後弾薬の補給もままならない状況でザクII改の出現に際しても出撃する（ケンプファー襲撃時に現地軍を積極的に支援しなかった為、ザクII改襲撃時には現地軍に支援を拒否されている）。平地で戦うよう指示が出たにもかかわらず、斜面の無人地帯に向かう。仕掛けられたブービートラップとヒートホークのダメージで機体は中破するものの、ビームサーベルによりザクII改を撃破する。その際、ヒートホークでガンダムNT-1の首をはねられ大破。クリス、ガンダムNT-1ともに戦線に復帰することなく終戦を迎える。
結局、ザクII改のパイロットがバーニィであったことやアルがサイクロプス隊に関わっていたことなどは知らないまま（当然自らの手でバーニィを殺めた事さえも知る事は無かった）、一年戦争が終戦を迎えた後に軍務のためサイド6を離れ、地球へ赴任する。その際、クリスはその戦死を知らないため、バーニィに対してもよろしく伝えるようにアルに頼んだ。
ニュータイプ専用機として開発されたNT-1は反応が敏感過ぎるため、決して低くはない彼女の操縦技術をもってしても、フルパワーの数分の一の出力でしか運用できなかった。リボーコロニー内での一連の戦闘によってNT-1の機体は激しく損傷（右腕部90mmガトリング砲損失・頭部損失･コックピットハッチの損傷）、間もなく終戦を迎えたこともあり、ホワイトベース隊のアムロ・レイの元へと届けられることはなかった。かわりに、マグネット・コーティングによるガンダムの強化プランが実施されることになる。
OVA以外での扱い
- CD『機動戦士ガンダム・オデッセイ』では、後日談的なクリスのモノローグ（アル宛ての手紙という形式）の中で「自分は軍を辞めるかもしれない」と語っていた。
- OVA『機動戦士ガンダム0083 STARDUST MEMORY』では、第7話の中盤（AE本社の森林浴施設を写したカット）ごろ、クリスに似たアナハイム社員が登場している。ただし、これは製作スタッフによるファンサービスであり、同一人物であるという確証はない。書籍媒体では「噂である」としつつも、クリスが連邦軍を除隊し、アナハイム社に入社したと示唆する物も存在する。
- アナザーストーリーにあたるゲームブック『機動戦士ガンダム0080 消えたガンダムNT』では、主人公としてOVA本編以上にMSパイロットらしい大活躍をみせる。サイド6に漂着した記憶喪失のスレッガー・ロウやテム・レイらと出会い、展開次第ではシャア・アズナブル、ジョニー・ライデンらとも対面する。
- 短編小説「クリスが見る夢」（山賀博之）では、OVA本編以前にガンダムNT-1の教育型コンピュータを訓練するクリスが描かれている。教育型コンピュータには擬似人格に近いものがあり、教育型コンピュータを訓練する専門家は、技術者と言うよりも教職に近く「心理学的トレーナー」や「ティーチャー」とも呼ばれたが「シューフィッター」の呼称で落ち着いたとされている。また、連邦軍公認のシューフィッターは12人いて、そのうちの8人が女性であるとのこと。
- 漫画『機動戦士ガンダム MSV-R 宇宙世紀英雄伝説 虹霓のシン・マツナガ』ではルナツーでレビル将軍の訓示中継の視聴者（連邦軍人）の中に『機動戦士ガンダム 第08MS小隊』の登場人物とともにカメオ出演している。

『愛と戦いのロボット 完全保存版』で発表されたアンケート「みんなで選ぶロボットアニメーションベスト100」では、「一番お気に入りのヒロインは？」で第81位にランクインした。

### スチュアート
Stuart
声 - 後藤健（第4話・6話に登場）、政宗一成（ゲーム『機動戦士ガンダム 戦士達の軌跡』）、徳山靖彦（ゲーム『SDガンダム GGENERATION GENESIS』、ゲーム『ガンダムネットワーク大戦』）
地球連邦軍G-4部隊指揮官、階級は少佐。ベレー帽を被っている。なお、「スチュアート」という名はOVA制作当時には使用されず、名前は連邦軍司令だった。設定画には一応スチュアートの名がある。
漫画『機動戦士ガンダム戦記U.C.0081 -水天の涙-』では、宇宙世紀0081年時に中佐に昇格し、ペガサス級強襲揚陸艦サラブレッドの艦長として登場。ジオン軍残党による「水天の涙作戦」への阻止任務にあたるファントムスイープ隊を乗艦させるが、協力的とはいえず上層部に対して忠実な保身的な人物として描かれている。

### ディック・ルムンバ
Dick Lumnba
声 - 増岡弘（第4話 - 6話に登場）
地球連邦軍G-4部隊に所属する初老の黒人男性。ガンダムNT-1の開発責任者である。足が不自由なため車椅子を使用している。本来の研究対象はメカニカルアームの平和利用。取材に来たマスコミを煙に巻く一方、訪れたアルに対してMSは必要悪とも言うべきものであり、所詮は人を幸せにすることなど出来ないと言い切った。それだけに、内心ではNT-1の開発に携わっていることへのジレンマを抱える。
モデルは俳優のモーガン・フリーマン。

## ジオン公国軍

### キリング
Killing
声 - 戸谷公次（第2話・5話に登場）、山崎たくみ（ゲーム『SDガンダム GGENERATION SPIRITS』）
サイクロプス隊直属の上官で階級は中佐。ルビコン計画の指揮官である。
本作で唯一、明確に「悪」として描写されるキャラクター。サイクロプス隊の報告によりガンダムNT-1の存在を確認するも、ルビコン作戦の失敗で部隊は全滅し、窮地に立たされた彼はリボーコロニーごと核攻撃で新型ガンダムを破壊しようと画策した。そのために邪魔な上司のグラナダ司令ルーゲンスを射殺し、核弾頭を奪取するなど、思想・人格面にかなり問題のある人物である。
ジオン軍ではキシリア・ザビの掌握下にあったが、総帥のギレン・ザビを強烈に崇拝していた。書籍『M.S.ERA』によれば、敗戦時に総帥ギレン・ザビ戦死の報告を聞いた彼はピストルで自決したと言われている。これは出渕裕が「一番悪いヤツが生き延びている（OVA本編ではどうなったか描かれていないため）」事に対する措置であることが『M.S.ERA』で述べられている。

### フォン・ヘルシング
von Helsing
声 - 平野正人（第5話に登場）
ジオン公国軍チベ級ティベ型重巡洋艦グラーフ・ツェッペリンの艦長。階級は大佐。
キリングの「ガンダムNT-1を核兵器でサイド6もろとも破壊せよ」という命令を不服とするも（キリングが南極条約を無視する態度をとったのに対し、ヘルシングは条約を頑なに遵守するという態度を取ったため）、やむなく従う。サイド6攻撃に向かう途中、偶然にも連邦軍に発見されるが、これを命令無視できるチャンスと捉えたヘルシングは、交戦後まもなく連邦軍に降伏する。これによりサイド6への核攻撃は回避された。なお書籍『M.S.ERA』では、降伏し武装解除する様子が描かれている。

### ルーゲンス
Lugenth
声 - 古田信幸（第5話に登場）
ジオン公国軍月面グラナダ基地司令、階級は不明。許可無く核弾頭を持ち出そうとするキリングを制止しようとしてキリングに射殺されてしまう。なお、「ルーゲンス」という名は後で付けられた設定で、エンディングクレジットでは単に司令官と表記されている。
漫画『MSV-R 虹霓のシン・マツナガ』では、宇宙世紀0079年2月のグラナダで、月から地球へのマス・ドライバー攻撃のキシリア・ザビへの戦況報告の際に同席している。
漫画『機動戦士ガンダム ギレン暗殺計画』でもルーゲンス射殺事件に関する事が語られており、グラナダ基地は相当な混乱を呈したとされる。

## ジオン公国軍（サイクロプス隊）
ジオン公国軍突撃機動軍に所属する特殊部隊であり、隊長はハーディ・シュタイナー大尉。作中では一年戦争末期に開発された地球連邦軍の新型MS、ガンダムNT-1の強奪作戦に従事した。隊長のシュタイナーは作戦において、脱出経路を自分たちで確保しなければならないことや、特殊部隊なのに新兵が補充された（バーニィ着任以前から、「鬼のサイクロプス隊」と呼ばれるなどジオン公国軍の中でも手だれぞろいで知られていた）ことなどから、この作戦が囮ではないかと予想していた。他の隊員たちも薄々は感じていた模様だが、作戦を実行して隊は壊滅した。このことに気がついていなかったのは新兵のバーナードだけだった。
なお、同隊はジェームス・黄（ホワン）曹長などを含めた12人程度の小規模編成であったが、定数規定はなかった。第1地上機動師団とともに第一次降下作戦に参加し、MS機甲師団への突入経路の確保など特殊工作任務をもってヨーロッパ戦線で活躍したが、部隊の性格上、絶えず前衛としての位置を余儀なくされたため人員の損耗が激しく、ルビコン作戦時には隊員数が4名にまで減少していた。
玉越博幸の漫画版『機動戦士ガンダム0080 ポケットの中の戦争』の冒頭では、OVA版の前日譚として、オデッサで捕虜となったゴードン主計少佐らを救出する「オペレーション・カノッサ」の一部始終が描かれた。このときもすでに隊員は4名である。
本項では、サイクロプス隊に所属した人物を挙げる。

### アンディ・ストロース
Andy Strauss
声 - 星野充昭（第1話に登場）
階級は少尉。愛称はアンディ。
出撃前に櫛で髪型を整えるなど洒落っ気がある人物。北極の連邦軍基地を襲撃した際、ガンダムNT-1を搭載したシャトルを発見。シュタイナー隊長の援護を待っては取り逃がすと判断しハイゴッグで突撃するが、ジム寒冷地仕様のマシンガンを受け戦死する。彼の後釜として新兵のバーニィが補充されてくることになる。
「オペレーション・カノッサ」ではラムズゴックに搭乗する。
モデルは俳優のアンディ・ロビンソン。

### ガブリエル・ラミレス・ガルシア
Gabriel Lamilace Garcia
声 - 島田敏（第1話 - 4話に登場）
階級は軍曹。愛称はガルシア。
バンダナを愛用しており、MSのコクピットにPLAYBOYなどのグラビア雑誌のピンナップを貼り付けている。銃器やナイフ、爆弾の扱いに長けており、工作活動を得意とする。言葉遣いは荒い上に気が短く、顔を知られたアルの殺害を主張したり、スタンドプレーに走った新兵のバーニィを容赦なく殴るなど粗暴な面が多々あるものの、最後の侵入ミッション直前にはバーニィへ「俺より階級が低いのはお前だけだ。威張れる相手がいなくなると困る。死ぬんじゃねえぞ」と声をかける。作戦中にバーニィの失態で正体が露呈、窮地に陥るが、自身が負傷しつつもバーニィに重体の隊長を連れて脱出するよう命令する優しさを見せた。その後、連邦軍との激しい銃撃戦を繰り広げ、負傷が悪化。最期をさとり所持していた爆弾で標的のガンダムNT-1を道連れにと自爆したが、火力不足で破壊は失敗に終わる。
「オペレーション・カノッサ」ではMSを搭載したコムサイを操縦し大気圏突入する。
モデルは俳優のウィレム・デフォー。

### ハーディ・シュタイナー
Hardie Steiner
声 - 秋元羊介（第1話 - 5話に登場）
サイクロプス隊隊長、階級は大尉。年齢は44歳。
どっしりとした落ち着いた性格で、大物感すら漂わせる。任務の為に無害な一般人を装うなど話術にも長けており、ジオン国民というプライドよりも任務を優先出来るプロフェッショナルぶりが光る。無益な殺生は好まないが、任務遂行のためには子供ですら利用する冷徹さも持ち合わせている。煙草（ペルメル）を嗜んでいるが、作戦中は禁煙をしており、普段は火がついていない煙草をくわえては灰皿で揉み潰していた。次々と困難な任務を課せられる中で、ルビコン作戦自体が囮であることにも気付いており、ジオンの敗戦をも鋭く予見していた。
アルに正体を知られた際にガルシアは即座に殺害を主張したが、そこから足がつくのを嫌った彼はむしろ民間人のアルを上手く利用すべく盗聴器を仕込んだ部隊章を贈り、バーニィに監視を命じた。
情報収集の結果、遂に新型ガンダムの所在が明らかになり、バーニィ、ガルシアと共に変装して連邦基地に潜入するが、些細なことから呆気なく素性がばれてしまう。やむなく応戦するため銃をバーニィへ渡すところを撃たれ瀕死の重傷を負う。ガルシアが自爆して引き付ける間にバーニィに運ばれて基地を脱出したが、間もなく息を引き取る。
「オペレーション・カノッサ」では単身で先行して敵基地に侵入し、捕虜を解放する。
モデルは俳優のスペンサー・トレイシー。
OVAではシュタイナーとクレジットされていた。後に「ハーディ・シュタイナー」と設定が改められている。
なお、書籍『機動戦士ガンダム 戦略戦術大図鑑 一年戦争全記録』ではクルト・シュタイナー (Curt Steiner) と名付けられており、ゲーム『機動戦士ガンダム ギレンの野望』（セガサターン版）でもこちらの名で登場している。また、「クルト・シュタイナー」は偽名の一つとする説がある。なお、初期設定では「スチュアート」という名前だった。

### バーナード・ワイズマン
Bernard Wiseman
声 - 辻谷耕史（全話に登場〈第1話はビジュアルのみ〉）。
本作の副主人公。ジオン公国軍突撃機動軍伍長、特殊部隊サイクロプス隊の隊員。愛称はバーニィ (Bernie)。年齢は19歳。
出身はサイド3。9月の高校卒業とともに召集令状によって徴兵された。入営したバーニィは資質を認められ、MSパイロットの養成を行う航空学校のMS科に航空学生として入学。切迫する戦時下のため養成期間はひどく短く、訓練部隊での錬成を終え、グラナダ基地を拠点とする突撃機動軍第七師団隷下のMS部隊に配属される。
初戦でサイド6リボーコロニーに潜入したが、搭乗するザクII改は被弾しコロニー内の森林公園内へ墜落してしまう。この時にザクを追いかけてきたアルと知り合い、所持するカメラに収められていた映像ディスクと自分のジオン階級章を交換することで偶然得た情報から、ニュータイプ専用の新型ガンダムであるガンダムNT-1がサイド6に搬入された事実がジオン軍上層部の知るところとなる。
その後、ガンダムNT-1奪取の任務（ルビコン計画）を帯びたサイクロプス隊に補充要員として編入され、隊長のシュタイナー以下、ミーシャ、ガルシアらと共に作戦に従事する。与えられた任務は情報収集とは言いながら、その実は隊にまとわりつくアルの監視（お守り）であった。バーニィが未熟な新兵とも知らずパイロットへの憧れに目を輝かせるアルに対し、つい見栄を張って「あと1機でエース」と嘘を吐いてしまう。その後、アルの自宅付近で監視任務に就いていた際にクリスに泥棒と間違えられバットで殴り倒されるが、それをきっかけに彼女とも知り合いになり、互いに好意を抱くようになる。
アルと共に不審な民間の工場へ潜入捜査した結果、遂にガンダムNT-1の在処が発見される。サイクロプス隊は変装して基地に潜入し奪取（破壊）工作を行なうが、バーニィの不用意な一言から正体が露見し、隊は彼1人を残して全滅する。ルビコン作戦の失敗を知ったジオン軍上層部は、クリスマスにサイド6への核攻撃を企図する。バーニィはチャーリーの勧告を聞き、自分1人でコロニーからの脱出を考える。アルは必死に引き止めるがバーニィの決意は固く、半ば喧嘩別れのようなかたちで港へと向かった。機の到着までバーで待っていたところ、電話で話す女性の話し声が耳に入る。女性は浮気をされた男と話しているらしく、バーニィは自分とアルの関係に重ねる。女性の言った「嘘を押し通す根性もないくせに」という言葉に強く胸を打たれ、死んでいったサイクロプス隊の面々への思い、「このコロニーが好きだから」とリボーコロニーに残ることを決めたチャーリー、アルやクリスを守りたい想いが湧き上がり、出航寸前で思いとどまる。「ガンダムと戦ってみたくなった」と話し、撃墜され放置されていた自分の機体（ザクII改）をアルと協力し修理、友軍の核攻撃を中止させるため、タイムリミット内でのガンダムNT-1破壊に単身挑む決意をする。
結局、核攻撃を企図したジオン艦隊は途上で地球連邦軍に遭遇、交戦後に投降したため、サイド6への核攻撃は回避される。バーニィはそれを知らないままガンダムNT-1をコロニー内の森に誘い出してゲリラ戦に持ち込み、破壊には至らなかったが、ヒートホークでガンダムの頭部を切断して中破・戦闘不能に陥らせた。しかし、同時に自身はNT-1のビームサーベルで機関部を直撃される。「もう戦わなくてもいい」と駆け寄るアルの眼前でザクII改は大爆発を起こし、バーニィは壮烈な戦死を遂げる。任務の目標であったガンダムNT-1を操縦していたパイロットは、実は互いに惹かれ合ったクリスだったのだが、この事実を最後まで知らないままであった。
備考
潜入作戦中に正体が露見したのは、ジオン訛りをオーストラリア訛りと誤解された際に「シドニー生まれのシドニー育ち」「故郷は今頃雪景色だろうな」と話したことによる。劇中の時系列に当たる12月のシドニーは真夏であり、同月の南半球では人間が住めない高山ならまだしも人間が住める平地に雪が降るはずはないので、コロニー生まれゆえに地球の四季に疎かったことから生じた過ちである。
本編以外での扱い
本編では戦死するが、小説版ではアルの父が新聞を見ながら「あのパイロットは奇跡的に一命を取り留めたようだよ」と語る場面があり、生存の可能性を匂わせる形で終了している。小説版の著者の結城恭介は後書きにて、悲劇的な結末を踏まえて苦悩の末に「蛇足」と知りつつあえてこうした旨を告白している。
ゲーム作品における扱い
『機動戦士ガンダム ギレンの野望』シリーズでは、初期状態では頼りない能力値であるが、高いパラメータの伸び率を持っているため、育成すれば優秀なパイロットとして成長する。『スーパーロボット大戦F 完結編』では無類のザク好きとして描かれており、「ザクのどこがいけないんだよ」というセリフがあるほか、とあるマップの特定の位置にバーニィが搭乗中の機体を移動させると隠しユニットであるシャア専用ザクが入手できるなど、原作とはやや設定が異なっている。『スーパーロボット大戦GC』ではこの設定はなかったことにされており、原作通りに話が進むが条件次第で仲間になる。『スーパーロボット大戦OE』ではジオン軍と戦わないことを条件として協力するため、ジオン軍が敵のマップでは出撃させることができない。『GGENERATIONシリーズ』では長らくアルが登場しなかったため、ビデオレターのセリフなどがやや空回りしていた（アルが本格的に登場したのは『スピリッツ』から）。また、『GGENERATION OVER WORLD』では戦闘中のセリフに「これが当たればミンチよりひどいんだからな！」と自虐的なものがある。
『愛と戦いのロボット 完全保存版』で発表されたアンケート「みんなで選ぶロボットアニメーションベスト100」では、「一番カッコイイヒーローは？」で第54位にランクインした。

### ミハイル・カミンスキー
Mikhail Kamineski
声 - 島香裕（第1話 - 4話に登場）
階級は中尉のベテランパイロット。愛称はミーシャ (Misha)。
巨漢のいかついロシア系白人（英語版ではロシア語訛りの英語が聞ける）の中年男性。頭髪は薄く、毛糸の帽子を被っていることが多い。無類の酒好きで、MSのコクピットにもスキットル（ヒップフラスコ）を持ち込んでいる。MSパイロットとしての腕は確かであり、猛者揃いのサイクロプス隊の中でケンプファーの操縦を任された。
連邦軍北極基地襲撃の際にはハイゴッグを操縦し、基地防衛隊のジム寒冷地仕様を多数撃破している。その後ルビコン計画のため部隊と共にサイド6リボーコロニーへ潜入。他のメンバーと共にケンプファーを組み上げる。出撃前夜にシュタイナーへ「滅びゆくものの為に」と含みのある言葉をかけて乾杯している。
コロニー内の連邦軍秘密工場襲撃の際には、ケンプファーのパイロットとして陽動を担当。他のメンバーが工場に潜入しガンダムNT-1を強奪するために行動する中、駐留軍の小型MS等を多数撃破しながら工場へ向かう。その際、グレイファントムから発進したスカーレット隊のMSを全滅させている。予定ではガンダムNT-1を奪取、もしくは破壊の後にコロニーを脱出するはずだったが、クリスが乗り込み起動したガンダムNT-1と交戦。手持ちの武装が弾切れとなり、「戦い方を教えてやる」と予め準備していたコンテナ内に隠してあった機雷型兵器チェーンマインで攻撃・爆破する。しかし、NT-１の外装チョバムアーマーを剥離させたに過ぎず、次に至近距離からビームサーベルで切り込むものの、NT-1の隠し兵装である腕部ガトリングガンを浴びて機体もろとも蜂の巣にされ死亡した。第5話においてケンプファーから取り外されたコクピットが、血まみれでズタズタになっている姿が確認できる。
「オペレーション・カノッサ」では通常のゴッグに搭乗。
モデルは俳優のアーネスト・ボーグナイン。